# Ed Davis
Edward Adam "Ed" Davis (Washington D. C., 5 de junio de 1989) es un jugador de baloncesto estadounidense que pertenece a la plantilla de los Xinjiang Flying Tigers de la CBA. Con 2,06 metros de estatura, juega en la posición de ala-pívot. Es hijo del que fuera jugador de la NBA durante diez temporadas Terry Davis.

## Trayectoria deportiva

### Universidad
Jugó durante dos temporadas con los Tar Heels de la Universidad de Carolina del Norte en Chapel Hill, en las que promedió 9,1 puntos, 7,6 rebotes y 2,1 tapones por partido. Jugó todos los partidos de su primera temporada, siendo titular en dos de ellos, y promediando 6,7 puntos, 6,6 rebotes y 1,7 tapones. Fue elegido en el mejor quinteto de rookies de la Atlantic Coast Conference, y tuvo una destacada actuación en el triunfo de su equipo en la final del Torneo de la NCAA ante Michigan State en la que, saliendo desde el banquillo y en apenas 14 minutos consiguió 11 puntos y 8 rebotes.
En su segunda temporada se ganó la condición de titular, logrando acumular 10 doble-dobles, pero su temporada finalizó prematuramente en el mes de febrero, al sufrir una rotura en su muñeca izquierda en un partido ante Duke. Su mejor partido hasta ese momento lo había disputado ante Virginia Tech, consiguiendo 20 puntos, 11 rebotes y 4 tapones.
El tercer Tar Heel en la historia en llegar más rápidamente a la cifra de 100 tapones, al lograrlos en 51 partidos, por detrás de Rasheed Wallace (47) y Sam Perkins (50). En el mes de abril de 2010 se declara elegible para el Draft de la NBA, renunciando así a dos años más en la universidad.

#### Estadísticas
| Año     | Equipo         | PJ | PT | MPP  | %TC  | %3P | %TL  | RPP | APP | ROB | TPP | PPP  |
| ------- | -------------- | -- | -- | ---- | ---- | --- | ---- | --- | --- | --- | --- | ---- |
| 2008–09 | North Carolina | 38 | 2  | 18.8 | .518 | –   | .573 | 6.6 | .6  | .4  | 1.7 | 6.7  |
| 2009–10 | North Carolina | 23 | 23 | 27.9 | .578 | –   | .659 | 9.6 | 1.0 | .4  | 2.8 | 13.4 |
| Total   | Total          | 61 | 25 | 22.2 | .548 | –   | .623 | 7.7 | .7  | .4  | 2.1 | 9.2  |

### Profesional
Fue elegido en la decimotercera posición del Draft de la NBA de 2010 por Toronto Raptors. Tras un mes en la plantilla y sin llegar a debutar con el equipo (debido a una lesión), fue asignado a los Erie Bayhawks de la NBA D-League. Tras jugar 2 partidos con los Bayhawks, volvió a los Toronto Raptors.
El 30 de enero de 2013, fue traspasado a los Memphis Grizzlies junto a Austin Daye y Tayshaun Prince provenientes de Detroit, en un traspaso a tres bandas que llevó a Toronto a Rudy Gay y Hamed Haddadi y a Detroit a José Manuel Calderón.
El 30 de junio de 2014, los Grizzlies negaron la oportunidad de licitar una oferta calificada a Davis, haciendo de él un agente libre sin restricciones, pasando a jugar a Los Angeles Lakers
En julio de 2015 firma un contrato de tres años y 20$ millones con Portland Trail Blazers. El 1 de marzo de 2017, Davis fue descartado para el resto de la temporada 2016-17, tras someterse a cirugía artroscópica en el hombro izquierdo.
Tras tres temporadas en Portland, el 23 de julio de 2018, Davis finaliza su contrato y firma con Brooklyn Nets.
El 30 de junio de 2019, firma un contrato de $10 millones por 2 años con Utah Jazz.
El 23 de noviembre de 2020, Davis es traspasado a New York Knicks, y al día siguiente, los Knicks le traspasan a Minnesota Timberwolves.
Tras un año en Minnesota, el 13 de octubre de 2021, firma con Cleveland Cavaliers.
El 4 de febrero de 2023, firma por los Mets de Guaynabo de la Baloncesto Superior Nacional (BSN) de Puerto Rico, con los que jugó hasta el 10 de abril.
Tras dos años sin conseguir contrato NBA, en agosto de 2023 firma por los Xinjiang Flying Tigers de la CBA china.

## Estadísticas de su carrera en la NBA

### Temporada regular
| Año     | Equipo      | PJ  | PT  | MPP  | %TC  | %3P  | %TL  | RPP | APP | ROB | TPP | PPP |
| ------- | ----------- | --- | --- | ---- | ---- | ---- | ---- | --- | --- | --- | --- | --- |
| 2010-11 | Toronto     | 65  | 17  | 24.6 | .576 | .000 | .555 | 7.1 | .6  | .6  | 1.0 | 7.7 |
| 2011-12 | Toronto     | 66  | 9   | 23.2 | .513 | .000 | .670 | 6.6 | .9  | .6  | 1.0 | 6.3 |
| 2012-13 | Toronto     | 45  | 24  | 24.2 | .549 | .000 | .647 | 6.7 | 1.2 | .6  | .8  | 9.7 |
| 2012-13 | Memphis     | 36  | 4   | 15.1 | .517 | .000 | .569 | 4.4 | .2  | .4  | 1.3 | 5.1 |
| 2013-14 | Memphis     | 63  | 4   | 15.2 | .534 | .000 | .528 | 4.1 | .4  | .3  | .7  | 5.7 |
| 2014-15 | Los Angeles | 79  | 24  | 23.3 | .601 | .000 | .487 | 7.6 | 1.2 | .6  | 1.2 | 8.3 |
| 2015-16 | Portland    | 81  | 0   | 20.8 | .611 | .000 | .559 | 7.4 | 1.1 | .7  | .9  | 6.5 |
| 2016-17 | Portland    | 46  | 12  | 17.2 | .528 | .000 | .617 | 5.3 | .6  | .3  | .5  | 4.3 |
| 2017-18 | Portland    | 78  | 0   | 18.9 | .582 | .000 | .667 | 7.4 | .5  | .4  | .7  | 5.3 |
| 2018-19 | Brooklyn    | 81  | 1   | 17.9 | .616 | .000 | .617 | 8.6 | .8  | .4  | .4  | 5.8 |
| 2019-20 | Utah        | 28  | 1   | 10.8 | .478 | .000 | .500 | 3.8 | .4  | .4  | .3  | 1.8 |
| 2020-21 | Minnesota   | 23  | 7   | 13.0 | .432 | —    | .833 | 5.0 | .9  | .6  | .6  | 2.1 |
| 2021-22 | Cleveland   | 31  | 3   | 6.5  | .688 | —    | .429 | 2.1 | .2  | .1  | .3  | .9  |
| Total   | Total       | 722 | 106 | 19.1 | .567 | .000 | .583 | 6.4 | .7  | .5  | .8  | 5.9 |

### Playoffs
| Año   | Equipo   | PJ | PT | MPP  | %TC  | %3P  | %TL   | RPP | APP | ROB | TPP | PPP |
| ----- | -------- | -- | -- | ---- | ---- | ---- | ----- | --- | --- | --- | --- | --- |
| 2013  | Memphis  | 8  | 0  | 6.0  | .417 | .000 | .750  | 1.4 | .0  | .0  | .1  | 1.6 |
| 2014  | Memphis  | 7  | 0  | 3.6  | .300 | .000 | .000  | 2.1 | .0  | .1  | .4  | .9  |
| 2016  | Portland | 11 | 0  | 18.6 | .525 | .000 | .576  | 6.8 | 1.3 | .2  | .6  | 5.5 |
| 2018  | Portland | 4  | 0  | 17.8 | .500 | .000 | .250  | 8.0 | .0  | .0  | .3  | 2.8 |
| 2019  | Brooklyn | 3  | 0  | 13.7 | .700 | .000 | 1.000 | 6.3 | .7  | .0  | .3  | 5.3 |
| Total | Total    | 33 | 0  | 11.8 | .500 | .000 | .568  | 4.6 | .5  | .1  | .4  | 3.2 |